# 刘红兵
刘红兵（1969年7月—），中华人民共和国政治人物，中国共产党党员，生于安徽砀山，曾长期在广东省政府、党委宣传部门任职，曾任中共湛江市委书记，广东省人民政府副省长，广东省红十字会会长等职务。现任中共湖南省委常委，宣传部部长。

## 生平
1991年安徽大学中文系本科毕业，考入复旦大学中文系文艺学专业，1994年以硕士研究生的身份毕业，并成为南方日报社的一名记者，2001年起任广东省广播电影电视局副局长，2008年起任珠江电影集团有限公司党委书记、董事长、总经理，2013年起任羊城晚报报业集团党委书记、羊城晚报社社长，2017年起任南方报业传媒集团党委书记、董事长。
2020年6月，任中共广东省委宣传部常务副部长。2021年5月，任中共湛江市委书记。
2023年11月，升任广东省人民政府副省长，2024年10月，不再兼任中共湛江市委书记。
2025年1月，当选广东省红十字会会长。
2025年4月30日，调任中共湖南省委常委，宣传部部长。